# Eretmapodites forcipulatus
Eretmapodites forcipulatus är en tvåvingeart som beskrevs av Edwards 1936. Eretmapodites forcipulatus ingår i släktet Eretmapodites och familjen stickmyggor. Inga underarter finns listade i Catalogue of Life.